# Prša
Prša este o comună slovacă, aflată în districtul Lučenec din regiunea Banská Bystrica. Localitatea se află la altitudinea de 183 m deasupra n.m., se întinde pe o suprafață de 3,48 km2 și în 2017 număra 216 locuitori.

## Istoric
Localitatea Prša este atestată documentar din 1439.

## Demografie
| An:                | 1994 | 2004   | 2014   | 2024    |
| ------------------ | ---- | ------ | ------ | ------- |
| Număr de persoane: | 207  | 188    | 204    | 182     |
| Diferență:         |      | −9,17% | +8,51% | −10,78% |

| An:                | 2023 | 2024   |
| ------------------ | ---- | ------ |
| Număr de persoane: | 188  | 182    |
| Diferență:         |      | −3,19% |